# Ben Paschal
Benjamin « Ben » Edwin Paschal, né le 13 octobre 1895 à Enterprise et mort le 10 novembre 1974 à Charlotte, est un joueur américain de baseball. Joueur de champ extérieur, il a joué huit saisons dans la Ligue majeure de baseball, aux Red Sox de Boston (1915), aux Indians de Cleveland (1920) et principalement pour les Yankees de New York (1924–1929).
Il a notamment remporté deux Séries mondiales (1927 et 1928).